# Germain Menfaix
Germain Menfaix est un orfèvre et graveur nantais du XVIe siècle.

## Réalisations
- Croix de procession de Saint-Philbert-de-Bouaine, classée au titre objet des monuments historiques en 1901[1],[2], et restaurée à la fin du XIXe siècle par Émile-Dominique Évellin[3].
- En tant que graveur à la Monnaie de Nantes, il réalise entre 1545 et 1561 environ, plusieurs matrices monétaires : écu d'or au soleil de Bretagne et douzain à la croisette sous François Ier ; douzain aux croissants sous Henri II ; teston sous François II[4].